# Felix Bloch (Diplomat)
Felix Stephan Bloch (* 19. Juli 1935 in Wien) ist ein ehemaliger US-amerikanischer Diplomat. Im Jahr 1989 wurde er beschuldigt, dem KGB geheime Dokumente übergeben zu haben, was einen Skandal auslöste und zu seiner Entlassung führte. Die Vorwürfe konnten ihm jedoch nie nachgewiesen werden, was für die Spionageabwehr des FBI einen großen Imageschaden bedeutete.

## Leben
Bloch wurde als Sohn einer jüdischen Familie in Wien geboren. Gemeinsam mit seinen Eltern und seiner Schwester konnte er noch ein Jahr nach dem Anschluss im April 1939 aus Österreich fliehen. Sie gingen in die USA und ließen sich in Manhattan nieder. Dort besuchte er Grundschule und High School. Seine Mutter schloss sich dort einer presbyterianischen Kirche an und erzog die Kinder christlich. Sie besuchten dieselbe Kirchengemeinde in Manhattan wie John Foster Dulles und Laurence Rockefeller. Später studierte Bloch an der University of Pennsylvania, wo er 1957 seinen Abschluss machte. Darauf ging er ein Jahr zum Studium nach Italien, an die Johns Hopkins School of Advanced International Studies in Bologna. Dort lernte er auch seine aus North Carolina stammende Frau kennen, die er 1959 heiratete. Zur gleichen Zeit war auch der Student Alois Mock, der spätere österreichische Außenminister, an dieser Universität und zwischen den beiden Männern entstand eine Freundschaft.
Nach Italien begann er für das State Department zu arbeiten und wurde 1960 nach Düsseldorf geschickt, dort kamen auch zwei Töchter zur Welt. Später wurde er für zwei Jahre nach Caracas in Venezuela geschickt. Danach ging die Familie zurück in die USA, wo Bloch ein Masterstudium in Internationalen Beziehungen abschloss. 1970 wurde er an die amerikanische Botschaft in Westberlin versetzt, später nach Ostberlin. Danach ging er nach Singapur und 1980 schließlich gelang es ihm nach Wien versetzt zu werden. 1983 wurde er dort zum Deputy Chief of Mission befördert, also zum Vizebotschafter, unter der ebenfalls aus Österreich stammenden Helene von Damm. Bloch genoss das Leben in Wien, seiner ehemaligen Heimatstadt. Die Familie lebte im Nobelbezirk Döbling, er besuchte oft die Oper und pflegte viele Bekanntschaften. 1986 wurde jedoch ein neuer Botschafter bestellt, der Milliardär Ronald Lauder, mit dem er schnell in Konflikt kam. Dieser verdächtigte ihn Geheimnisse auszuplaudern, während Bloch seinen Vorgesetzten für inkompetent hielt. 1987 wurde er schließlich nach Washington zurückbeordert. Dort arbeitete er für die Regierung Bush senior und arrangierte Staatsbesuche.

## Spionageskandal
Zu Beginn des Jahres 1989 kontaktierte ihn der Franzose Pierre Bart telefonisch und bat den passionierten Briefmarkensammler Bloch um ein Treffen. Bloch war interessiert und willigte ein. Tatsächlich handelte es sich bei diesem Mann um Reino Gikman, einen aus Ostkarelien stammenden Finnen, der als Agent für den KGB arbeitete. Am 14. Mai 1989 trafen sich die beiden schließlich im Hôtel Le Meurice in Paris und unterhielten sich an der Hotelbar. Die französische Spionageabwehr der DST war dem Agenten Gikman jedoch bereits hinterher und filmte dieses Treffen heimlich. Auf den Videoaufzeichnungen war zu erkennen, dass Bloch an Pierre Bart/Reino Gikman einen Koffer übergab. Nach diesem Treffen flog Bloch zu beruflichen Terminen nach Madrid und daraufhin zurück in die USA. Ende Mai reiste er zum Staatsbesuch von Präsident Bush nach Brüssel. Auch dort traf er sich wieder mit Bart/Gikman und übergab diesem Briefmarken. Diesmal überwachte aber bereits die CIA dieses Treffen. Zurück in den USA erhielt er im Juni einen Anruf von Bart/Gikman aus Europa, der vom FBI abgehört wurde. Die Abhörer hatten den Eindruck, dass in dem sonst unverfänglichen Gespräch Codewörter benutzt wurden. Daraus schlossen sie, dass die beiden durch einen Maulwurf im US-Geheimdienstapparat vorgewarnt worden waren. In Verbindung mit anderen Indizien aus seiner Zeit in Wien, beschloss das FBI Bloch festzunehmen. Er wurde verhört und mit den Überwachungsfotos aus Paris und Brüssel konfrontiert. Bloch beteuerte jedoch, sich mit dem angeblichen Franzosen nur aus privatem Interesse am Briefmarkensammeln getroffen zu haben.
Bis zu diesem Zeitpunkt waren alle Ermittlungen verdeckt verlaufen, doch am 21. Juli 1989 berichtete plötzlich der Fernsehsender ABC über den Fall. Noch am selben Tag bestätigte das State Department die Anschuldigungen öffentlich. Der Fall wurde medial breit getreten und Bloch galt in der Öffentlichkeit als überführter Spion. Vermutungen wurden laut, das FBI habe die Anschuldigungen gegen Bloch absichtlich durchsickern lassen, um ihn zu einem Geständnis zu drängen. Weitere Untersuchungen brachten jedoch nur schwache Indizien zum Vorschein und Bloch weigerte sich irgendetwas zu gestehen. Im Dezember 1989 stellte das FBI schließlich die Ermittlungen ein, ohne den Fall jedoch zu schließen. Bloch wurde auf freien Fuß gesetzt, jedoch vom Dienst suspendiert. Auch alle Pensionsansprüche wurden dem 54-Jährigen gestrichen. Im Mai 1990 veröffentlichte die New York Times ein umfangreiches Interview mit Bloch, bei dem dieser erstmals öffentlich zu den Vorwürfen Stellung nahm.
Für das FBI war der Fall ein großer Imageverlust, da der öffentlich verdächtigte Spion nicht überführt werden konnte. Die Schuld für dieses Versagen wurde zwischen FBI und CIA hin- und hergeschoben, weshalb sich im Oktober 1989 sogar das Intelligence Committee des US-Senats damit beschäftigte. Aus Angst vor undichten Stellen wurden schließlich weitere Mitarbeiter des FBI entlassen. Der Finne Reino Gikman hingegen war bereits im Juni 1989 aus Paris geflohen und tauchte nie wieder auf. Auch dessen Lebensgefährtin, mit der er in Paris kurzzeitig zusammen gelebt hatte, konnte keine Aussagen über seinen Aufenthaltsort machen. Sie hatte ihn nur als Computerexperten, der für IBM arbeitete, kennengelernt. Es wurde vermutet, dass Reino Gikman bereits seit Blochs Zeit in Wien sein Schatten (controller) gewesen sei, der vom KGB explizit auf ihn angesetzt worden war.
Nach der medialen Kampagne hatte Felix Bloch Schwierigkeiten, in ein normales Leben zurückzufinden. Er ging schließlich 1992 nach North Carolina und nahm einen Job als Busfahrer an. Im Jahr 2001 kam der Fall noch einmal auf die Tagesordnung. Das FBI hatte den damals vermuteten Maulwurf in den eigenen Reihen ausfindig machen können und enttarnte nun Robert Hanssen als ehemaligen Spion für die Sowjetunion. Dieser gab beim Verhör zu, Reino Gikman und Bloch im Sommer 1989 gewarnt zu haben. Bloch wurde daraufhin erneut festgenommen und verhört. Wieder bestritt er alle Vorwürfe und wurde schließlich wieder frei gelassen. Der Fall wurde vom FBI jedoch nie geschlossen.